# Martin Rethmann
Martin Rethmann (* 12. August 1969 in Münster) ist Vorsitzender des Aufsichtsrates der Rethmann SE & Co. KG. Er lebt mit seiner Familie auf einem landwirtschaftlichen Betrieb in Mecklenburg-Vorpommern.

## Werdegang
Martin Rethmann wuchs gemeinsam mit seinen drei Brüdern in einer katholischen Unternehmerfamilie in Selm auf.   Seine Eltern sind Norbert und Irmgard Rethmann.
Er studierte am Fachbereich Politische Wissenschaften (Otto-Suhr-Institut) der Freien Universität Berlin (Dipl. pol.) und promovierte dort anschließend berufsbegleitend (Dr. phil.). Nach Abschluss seines Studiums trat er in die elterlichen Unternehmen ein und verantwortete dort zunächst die landwirtschaftlichen Aktivitäten seiner Familie. Seit 1998 vertritt er die Interessen der Unternehmerfamilie in unterschiedlichen Gremien und Aufsichtsräten, insbesondere im Aufsichtsrat der Rethmann SE & Co. KG, den er seit 2009 als Vorsitzender führt.